# 納貝斯克全球奧利奧庫

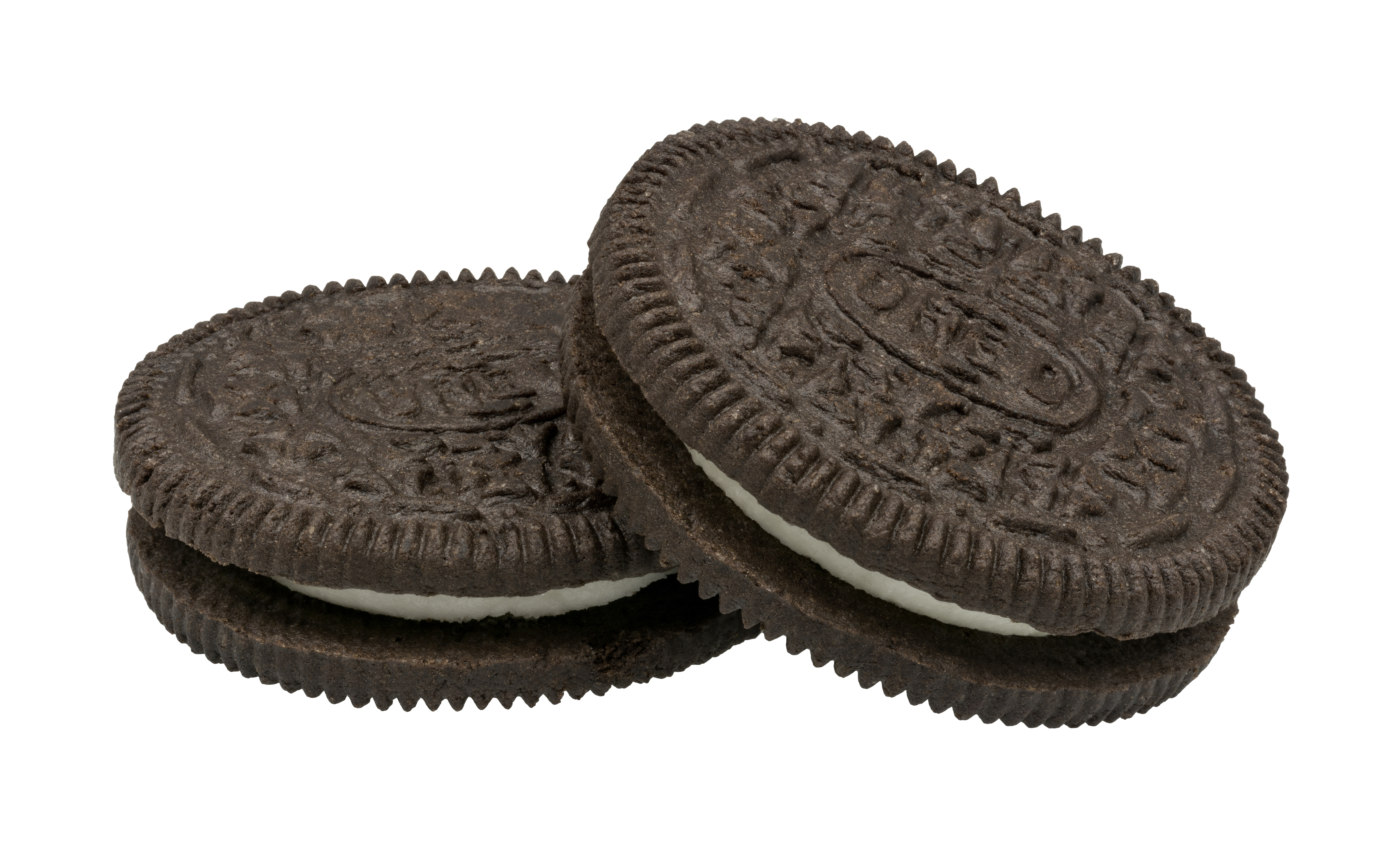
兩塊奧利奧餅乾

全球奧利奧庫是納貝斯克在2020年時的一個宣傳噱頭，這宣傳聲稱，奧利奧的配方被存放於一個在斯瓦爾巴全球種子庫附近的水泥碉堡中。

## 歷史

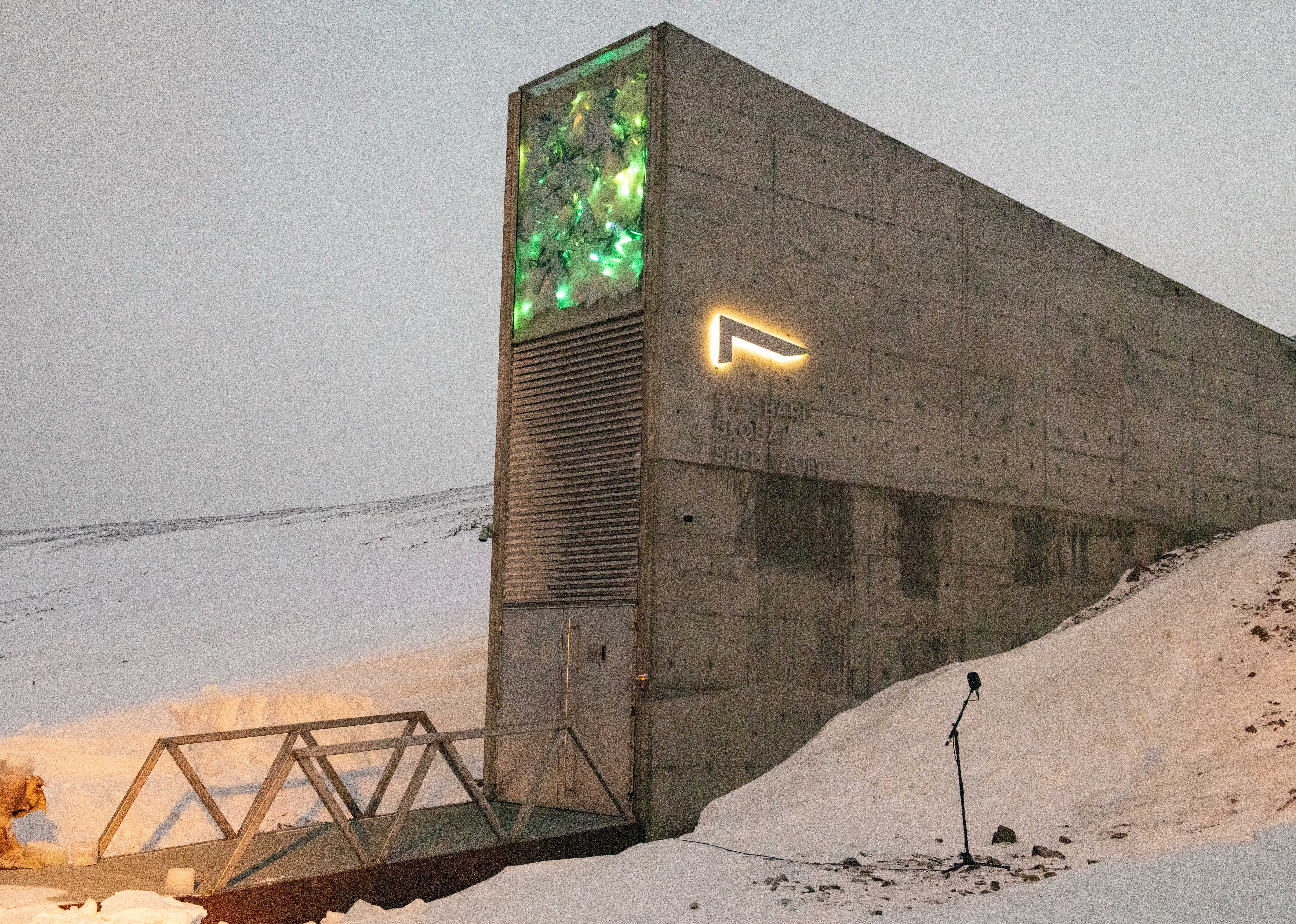
這宣傳活動的靈感是實存的斯瓦爾巴全球種子庫。

2020年十月，納貝斯克在社群網站上聲稱他們在挪威斯瓦爾巴群島上建了一座小間的水泥碉堡來保存奧利奧的配方，以應對2018 VP1小行星在2020年11月2日或3日的撞擊；然而，天文學家指出，這顆小行星非常不可能撞擊地球。奧利奧庫的圖像基於現實中的斯瓦爾巴全球種子庫，且其聲稱的位置接近種子庫。宣傳聲稱，奧利奧庫中包括了以Mylar包裝的奧利奧、奶粉以及奧利奧餅乾的配方。
這個宣傳活動的靈感來自2020年10月3日的一則推文，
這家公司並在YouTube上傳了一系列關於奧利奧庫的惡搞影片，並發放了關於奧利奧庫誕生過程的仿紀錄片社群內容。這噱頭由奧利奧行銷團隊及廣告代理商360i和The Community所製作。

## 獎項
這項宣傳活動獲得數個廣告和線上內容獎項及提名。這宣傳得到2020年Clio獎及2021年威比獎的提名，並榮獲2021年Muse獎、Shorty獎、及Cresta國際廣告獎等獎項。這宣傳也獲得Adweed的年度行銷活動讀者之選的榮譽。